# Anita Stenberg
Anita Yvonne Stenberg (Drammen, 28 de agosto de 1992) es una deportista noruega que compite en ciclismo en las modalidades de pista y ruta.
Ganó dos medallas de bronce en el Campeonato Mundial de Ciclismo en Pista, en los años 2020 y 2024, y cinco medallas en el Campeonato Europeo de Ciclismo en Pista entre los años 2022 y 2025.
Participó en dos Juegos Olímpicos de Verano, ocupando el quinto lugar en Tokio 2020 y el octavo en París 2024, en la prueba de ómnium.

## Medallero internacional
| Campeonato Mundial | Campeonato Mundial       | Campeonato Mundial | Campeonato Mundial |
| Año                | Lugar                    | Medalla            | Competición        |
| ------------------ | ------------------------ | ------------------ | ------------------ |
| 2020               | Berlín (Alemania)        | Medalla de bronce  | Puntuación         |
| 2024               | Ballerup (Dinamarca)     | Medalla de bronce  | Ómnium             |
| Campeonato Europeo |                          |                    |                    |
| Año                | Lugar                    | Medalla            | Competición        |
| 2022               | Múnich (Alemania)        | Medalla de oro     | Scratch            |
| 2023               | Grenchen (Suiza)         | Medalla de oro     | Puntuación         |
| 2024               | Apeldoorn (Países Bajos) | Medalla de oro     | Ómnium             |
| 2024               | Apeldoorn (Países Bajos) | Medalla de plata   | Puntuación         |
| 2025               | Heusden-Zolder (Bélgica) | Medalla de oro     | Puntuación         |